# Luka Kovač
Luka Kovač est un personnage de fiction de la série télévisée Urgences incarné par l’acteur Goran Višnjić.
Celui qui devient le pilier d'Urgences après le départ de John Carter (saison 12), jusqu'à son propre départ lors de la dernière saison, a rejoint la distribution de la série au début de la saison 6. On peut penser qu'il compense le départ au milieu de la saison précédente du Dr Doug Ross, considéré comme un des piliers historiques de la série, entre la saison 1 et la saison 5.

## Biographie de fiction

### Avant Urgences
Luka Kovač est originaire de Croatie. Il affirme avoir eu une enfance heureuse, bien que né dans un milieu modeste. Son père, avec qui il a gardé le contact, est un peintre amateur qui travaille comme mécanicien ferroviaire à Zagreb. Luka a servi dans l'armée croate. Il s'est marié à Danijela, avec qui il a eu deux enfants, Marko et Jasna. Nous savons d'après une photo d'anniversaire que cette dernière était l'aînée. Quand la Guerre de Croatie éclate, en 1991, Luka hésite tout d'abord à quitter le pays, car il espère pouvoir finir son internat. Les circonstances font qu'il retarde sa décision, si bien qu'il est trop tard pour partir de Croatie. Un matin, alors qu'il est sorti, un obus de mortier détruit son immeuble à Vukovar. Son fils meurt sur le coup, et sa femme et sa fille ne survivent pas à leurs blessures. Désireux de prendre un nouveau départ après ce traumatisme, il part pour les États-Unis peu de temps après.

### Pendant la série

#### Vie sentimentale
Tout au long de la série, Luka paraît hanté par la mort de son épouse. Il en fait part à ses proches, bien qu'il assure être prêt à aimer de nouveau.
Luka a eu de nombreuses relations depuis son arrivée, que ce soient des aventures d'un soir avec une prostituée comme de plus sérieuses histoires. Peu après son arrivée au County General, il est frappé par l'infirmière-en-chef Carol Hathaway, alors enceinte. Après que ses jumeaux naissent, le baiser qu'ils échangent est l'élément déclencheur pour Carol qui quitte alors Chicago pour rejoindre son véritable amour, Doug Ross, le père de ses enfants.
Dès la saison 7, Luka sort avec Abby Lockhart, même si leur premier rendez-vous est assez catastrophique : alors qu'ils se promènent sur la rive du lac Michigan, Luka tue involontairement en état de légitime défense un homme qui les agresse. Cet évènement ne les empêche tout de même pas de rester ensemble pendant un an, avant qu'Abby ne rompe au début de la saison 8, espérant sortir avec le Dr. Carter.
S'ensuit pour lui une longue période où il paraît assez perturbé et perdu. Il entretient de courtes relations, notamment avec une étudiante en médecine, Erin Harkins, ainsi qu'une prostituée qui paraît, en quelque sorte, lui servir de psychologue... Luka souffre de dépression. Lorsque Kerry Weaver lui refuse un repos, il quitte violemment l'hôpital, y retournant seulement après avoir sauvé la vie d'un jeune garçon. La direction lui impose pour cela des conditions, notamment celle de suivre une thérapie. Suspendu brièvement après que la plupart des femmes employées de l'hôpital, dont Chuny avec qui il vient de rompre, ont signé une pétition sur le comportement du docteur, il est réintégré peu après, essayant de prouver que ses déboires personnels n'interfèreront plus dans sa vie professionnelle.
Dès la saison 10, il entame une nouvelle relation avec l'infirmière Samantha Taggart, avec qui tout paraît bien se passer. Il s'entend bien avec le fils de celle-ci, Alex, mais se cogne à la volonté claire de Sam de ne pas avoir d'autres enfants. Ceci entraîne irrémédiablement une rupture, qui fait que Sam paraît dès lors surveiller de plus près son fils lorsqu'il est avec Luka. Cependant, ils se rabibochent.

#### Luka et la foi
Luka est un médecin passionné ; il est considéré comme un des plus attentifs du service. Les évènements qui ont marqué sa vie en Croatie ont peut-être influé sur sa volonté de s'engager pour la santé dans le monde. Ainsi, il s'est engagé au sein du programme de Médecins Sans Frontières, frôlant la mort à plusieurs reprises. Bien qu'étant croyant, Luka a renié sa foi, car selon lui un Dieu qui n'empêche pas les massacres (allusion à la mort de sa famille) ne mérite pas d'être écouté. Durant la saison 7, il soigne un prêtre, Lionel Stewart (interprété par James Cromwell), qui permet de le réconcilier quelque peu  avec la religion. Il peine à séparer les choses selon qu'elles sont régies par Dieu ou non. Dans la saison 10, alors qu'il est en mission au Congo, il est arrêté par les rebelles qui menacent de le tuer. À ce moment-là, il se met à prier en croate. Les rebelles le prennent pour un prêtre et l'épargnent finalement.

#### Après le départ de Carter
Lui et le Dr Carter entretiennent d'abord une importante rivalité, liée à leur profession, mais plus encore à leur relation avec Abby. Cependant, leur départ pour le Congo et l'expérience qu'ils vivent là-bas les rapproche. La mort du fils de Carter, dans la saison 10, et ses conséquences au cours de la saison 11 sont l'occasion de souligner l'amitié qu'ils ont désormais l'un pour l'autre.
Après le départ définitif du Dr Susan Lewis, Luka est nommé Chef des Urgences par Weaver, initialement réticente.
Peu de temps après avoir rompu avec Sam, Luka se rapproche de nouveau d'Abby, qui tombe vite enceinte de lui. Cette grossesse inquiète fortement la jeune femme, qui craint que son enfant ne développe la même maladie que sa mère et son frère, bipolaires, et qui refuse de se marier. Luka la rassure.
Dans Twenty-One Guns, ultime épisode de la saison 12, il est paralysé par l'injection d'un liquide médical réalisée par les complices de l'ancien petit-ami de Sam, qui s'est évadé de prison et a provoqué une fusillade aux Urgences. Attaché sur un lit, il assiste impuissant à la chute d'Abby, enceinte, blessée par les tirs précédents de la fusillade. Cette scène reste, selon les fans de la série, l'une des plus émouvantes d'Urgences.
Au début de la saison 13, Kovač est finalement secouru par Weaver, qui lui apprend également que Abby a subi des blessures à la suite de la fusillade. De nouveau sur pieds, il peut accompagner son épouse, qui accouche difficilement, à la suite des complications nées des évènements (elle doit subir une hysterectomie). Leur fils, Joe, appelé ainsi en hommage au père de Luka, mais aussi parce que le père d'Abby était un fan du boxeur Joe Frazier, est né très prématuré, et doit rester de longues semaines en observation. Durant la saison, à peine remis de cette éprouvante étape, Luka doit faire face aux attaques d'un ancien patient, Curtis Ames (interprété par Forest Whitaker), qui l'accuse de négligence. Luka gagne la confrontation, mais Ames continue à le surveiller, allant jusqu'à le prendre en otage chez lui une nuit, alors qu'Abby n'est pas au courant de l'endroit où il est. Ames lui impose des tortures physiques, voulant se venger de l'infirmité née de son AVC causé par l'apparente négligence. Ames finit par se suicider. Ces faits amplifient encore les liens entre Luka et Abby.
Une fois leur intention de construire une vie à deux dévoilée à tous, Luka décide d'accélérer les choses, car Abby se montre toujours réticente quant à un engagement solennel. Ainsi, Luka organise un mariage surprise, qu'Abby accepte et apprécie, après un moment de doutes. Malheureusement, la lune de miel ne peut avoir lieu, car Luka doit partir en Croatie rejoindre son père, malade.
Ce départ paraît déstabiliser Abby, qui sombre à nouveau dans l'alcool, devient moins attentive envers son fils et a même une aventure d'un soir. Cependant, malgré un retour marqué par une grave crise conjugale, les deux époux parviennent à l'issue de la saison à retrouver une relation passionnelle.
Durant la quinzième et dernière saison d'Urgences, à la fin de l'épisode Le Livre d'Abby, l'infirmière Shirley Adams montre à Abby sur le départ un mur sur lequel tous les anciens médecins ont posé l'étiquette portant leur nom sur leur casier. Abby pose alors de la même façon les deux étiquettes de Luka et d'elle-même. La dernière apparition de Luka Kovač se situe à la fin de l'épisode, quand il passe chercher Abby au County, avant de partir travailler pour Boston. Ils s'embrassent et adressent un dernier au revoir à leurs amis de l'hôpital dans une scène qui rappelle fortement le départ de Carol pour Seattle, à la saison 6, après qu'elle a assuré à Luka qu'il trouverait un jour la femme de sa vie.

## Source
- (en) Cet article est partiellement ou en totalité issu de l’article de Wikipédia en anglais intitulé « Luka Kovač » (voir la liste des auteurs).